# 류찬열
류찬열(1999년 12월 18일 ~ )은 대한민국의 연극 배우다. 2020년 뮤지컬 '월명'으로 데뷔했다.

## 방송
- 팬텀싱어 4 (2023) - Top74

## 공연
- 월명 (2020)
- B클래스 (2022)
- 인간의 법정 (2022)
- 푸른 잿빛 밤 (2022)
- 신이 나를 만들 때 (2023)